# Coleira de ouro
O Prêmio "Coleira de ouro" (Golden Collar Awards) é um evento anual que premia os melhores atores caninos daquele ano.
Foi criado em 2012 pelo site "Dog News Daily".

## Categoria
Os cachorros e seus donos são premiados em 5 categorias:
- Best Dog in a Theatrical Film (Melhor Cachorro em Filme Teatral)
- Best Dog in a Foreign Film (Melhor Cachorro em Filme Estrangeiro)
- Best Dog in a Television Series (Melhor Cachorro em Série de TV)
- Best Dog in a Reality Television Series (Melhor Cachorro em Reality Show)
- Best Dog in a Direct-To-DVD Film (Melhor Cachorro de Filme para DVD)

## Vencedores

### Edição 2012
A edição 2012, realizada no dia 13 de Fevereiro de 2012 em Los Angeles, foi apresentada pelas atrizes Pauley Perrette e Wendie Malick, e os vencedores foram:
- Best Dog in a Theatrical Film -  Uggie, como "o cachorro" (filme "O Artista")
- Best Dog in a Foreign Film - Koko, como "Red Dog" (filme australiano "Red Dog")
- Best Dog in a Television Series - Brigitte, como "Stella" ("Modern Family")
- Best Dog in a Reality Television Series - Empate: Giggy, (The Real Housewives of Beverly Hills), e Hercules, (Pit Boss)
- Best Dog in a Direct-To-DVD Film - Rody, como "Marley" (Marley & Eu 2: Filhote Encrenqueiro)

## Ver Também
- Lista de animais famosos

## Ligações Externas
- revistamonet.globo.com Atores caninos de diferentes estilos são premiados no primeiro Coleira de Ouro Acessado em 25/06/2012.
- cinema.uol.com.br - Conheça os cachorros indicados ao Coleira de Ouro, o "Oscar canino" que acontece nesta segunda (13) Acessado em 25/06/2012.